# 伊東祐保
伊東 祐保（いとう すけやす、1869年4月14日（明治2年3月3日） - 1914年（大正3年）10月18日）は、日本の海軍軍人。最終階級は海軍大佐。 第一次世界大戦において防護巡洋艦・「高千穂」艦長として戦死した。

## 生涯

### 略歴
佐賀県出身。攻玉社を経て明治19年（1886年）海軍兵学校に進み、明治23年（1890年）卒業(17期)。同期に秋山真之、山路一善、森山慶三郎らがいる。
海軍少尉に任官後、日清戦争に参戦。威海衛で行われた世界初の水雷夜襲実施の際は、占領した砲台に赴き港内偵察にあたった。日露戦争にも参戦し「亜米利加丸」航海長として、後にバルチック艦隊が集結したカムラン湾を視察し、同職のまま日本海海戦に参戦した。明治40年（1907年）中佐へ進級。大正2年（1913年）12月1日大佐進級と同時に軍令部参謀兼軍務局員に補され、次いで「高千穂」艦長として第一次世界大戦に参戦。青島の戦いにおいて戦死した。

### 高千穂
伊東が艦長を務めた「高千穂」は第二艦隊に属していたが、10月18日は哨戒部隊として第二水雷戦隊司令官・岡田啓介少将の指揮下にあった。18日午前1時、ドイツ水雷艇「S90号」が発射した魚雷が2発命中。搭載していた機雷の誘爆により「高千穂」は撃沈され、3名の生存者を除く全員が戦死した。伊東の遺骸は収容されている。岡田は仇を討とうと水雷艇を港内に侵入させ攻撃を行うよう命じ、自ら偵察に赴き攻撃隊に同行したが、警戒厳重と見て、決行寸前に中止した。岡田は戦後「高千穂」沈没地点に赴き、追悼法要を行った。
なお「高千穂」は、日本海軍が敵艦船との戦闘によって失った最初の軍艦である。

### 親族
兄は近衛歩兵第一聯隊大隊長、水戸連隊区司令官を務めた伊東祐俊。祐俊の妻エイチヨは、第9代鍋島藩主鍋島斉直の曾孫、皇族梨本宮妃伊都子の従姉にあたる。伊東家は飫肥藩の一族。家紋は庵木瓜。妻は鍋島幹の六女ミヨでいとこでもある。祖父は、第10代鍋島藩主鍋島直正に仕えた伊東次兵衛である。

## 栄典
位階
- 1897年（明治30年）5月31日 - 従七位[6]
- 1898年（明治31年）3月8日 - 正七位[7]
- 1907年（明治40年）11月30日 - 正六位[8]
- 1913年（大正2年）2月10日 - 従五位[9]
- 1914年（大正3年）10月18日 - 正五位[10]

勲章等
- 1895年（明治28年）11月18日 - 勲六等瑞宝章・功五級金鵄勲章[11]・明治二十七八年従軍記章[12]
- 1901年（明治34年）5月31日 - 勲五等瑞宝章[13]
- 1902年（明治35年）5月10日 - 明治三十三年従軍記章[14]
- 1905年（明治38年）5月30日 - 勲四等瑞宝章[15]
- 1906年（明治39年）4月1日 - 功四級金鵄勲章・旭日小綬章・明治三十七八年従軍記章[16]
- 1913年（大正2年）11月28日 - 勲三等瑞宝章[17]
- 1914年（大正3年）10月18日 - 旭日中綬章・功三級金鵄勲章[10]・大正三四年従軍記章[18]